# クリストフ・ガグリアーノ
クリストフ・ガグリアーノ（Christophe Gagliano 1967年5月22日-) は、フランスのパリ出身の柔道選手。現役時代は71kg級の選手。身長172cm。

## 人物
祖父が柔道、父親がラグビーに関わっていた関係から両方のスポーツに取り組んでいたものの、18歳の時により活躍をしていた柔道の方に専念することになった。1996年アトランタオリンピック71kg級では2回戦で敗れるが、敗者復活戦を勝ち上がって銅メダルを獲得した。1997年に地元フランスのパリで開催された世界選手権では決勝まで勝ち進むも、中村兼三に内股で敗れて2位となった。2000年シドニーオリンピックには国内予選で敗れて出場できなかった。その後引退して、2012年ロンドンオリンピックではフランス女子チームのコーチを務めた。2021年にはフランスの男子ナショナルチーム監督に就任した。

## 主な戦績
71kg級での戦績
- 1991年 - フランス国際　3位
- 1991年 - チェコ国際　3位
- 1991年 - オランダ国際　3位
- 1991年 - ヨーロッパ選手権　3位
- 1992年 - ハンガリー国際　3位
- 1992年 - オランダ国際　2位
- 1993年 - フランス国際　3位
- 1994年 - フランス国際　2位
- 1994年 - フランス語圏競技大会　優勝
- 1995年 - フランス国際　3位
- 1995年 - オランダ国際　優勝
- 1995年 - ヨーロッパ選手権　2位
- 1996年 - フランス国際　2位
- 1996年 - ヨーロッパ選手権　3位
- 1996年 - アトランタオリンピック　3位
- 1997年 - フランス国際　5位
- 1997年 - ヨーロッパ選手権　3位
- 1997年 - 地中海競技大会　優勝
- 1997年 - 世界選手権　2位

73kg級での戦績
- 1998年 - フランス国際　3位
- 1998年 - ワールドカップ団体戦　3位
- 1999年 - ドイツ国際　3位
- 2000年 - ロシア国際　2位
- 2000年 - フランス国際　3位
- 2001年 - フランス国際　5位